# Dystrykt Vatomandry
Vatomandry – dystrykt Madagaskaru z siedzibą w Vatomandry, wchodzący w skład regionu Atsinanana. Przepływa przez niego rzeka Ambodibonara.

## Demografia
| 1993   | 2000    | 2001    | 2002    | 2003    | 2004    | 2005    | 2007    | 2011    |
| ------ | ------- | ------- | ------- | ------- | ------- | ------- | ------- | ------- |
| 99 383 | 139 541 | 144 137 | 148 843 | 153 650 | 158 720 | 163 958 | 174 958 | 132 565 |

## Podział administracyjny
W skład dystryktu wchodzi 16 gmin (kaominina):
- Ambalabe
- Ambalavolo
- Amboditavolo
- Ambodivoananto
- Ampasimadinika
- Ampasimazava
- Antanambao Mahatsara
- Ifasina I
- Ifasina II
- Ilaka Est
- Maintinandry
- Nierenana
- Sahamatevina
- Tanambao Vahatrakaka
- Tsivangiana
- Vatomandry